# ساده‌دل (شخصیت قراردادی)

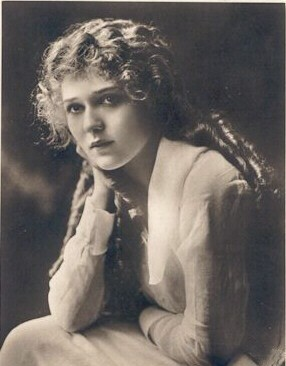
مری پیکفورد، هنرپیشه، نقش‌های متعددی به عنوان اینجنس را بازی کرد.

ساده‌دل یا اینجنس (ingénu) یک شخصیت قراردادی در ادبیات، فیلم و یک نوع نقش در تئاتر است، عموماً یک دختر یا یک زن جوان، که به شدت بی گناه است. ساده‌دل همچنین ممکن است به یک بازیگر جوان جدید یا یک نقش ثابت در این نقش‌ها اشاره کند. این اصطلاح از شکل مؤنث صفت فرانسوی ingénu به معنای «باهوش» یا بی‌گناه، با فضیلت و رک می‌آید. این اصطلاح همچنین ممکن است به معنای عدم پیچیدگی و حیله‌گری باشد.